# Grannis
Grannis é uma cidade localizada no estado americano de Arkansas, no Condado de Polk.

## Demografia
Segundo o censo americano de 2000, a sua população era de 575 habitantes.
Em 2006, foi estimada uma população de 575, um aumento de 0 (0.0%).

## Geografia
De acordo com o United States Census Bureau, a localidade tem uma área de 22,4 km², sem área coberta por água.

## Localidades na vizinhança
O diagrama seguinte representa as localidades num raio de 32 km ao redor de Grannis.